# Antonio D'Azevedo Maia
Antonio D’Azevedo Maia (Porto, 9 febbraio 1851 – Porto, 2 maggio 1912) è stato un medico e docente portoghese.
Ha introdotto nuove tecniche chirurgiche e si è battuto per l’affermazione in campo sociopolitico di teorie scientifiche in materia di salute pubblica. Attento ai temi dell’etica medica e allo studio della realtà individuale, è considerato un medico filosofo. Ricordato inoltre come fondatore della Società di Medicina e Chirurgia di Porto.

## Biografia

### Famiglia e formazione
Antonio D’Azevedo Maia nacque a Porto il 9 febbraio 1851 e vi morì il 2 maggio 1912, all’età di sessantuno anni. Immatricolatosi nel 1869 alla Scuola Medico-Chirurgica di Porto, si laureerà nel 1874, all'età di ventitré anni, con un’estesa dissertazione dal titolo Nem o organicismo nem o vitalismo exclusivos são verdadeiros (Né l'organicismo né il vitalismo esclusivo sono veri), opera di grande interesse scientifico per il valore e la modernità delle tesi sostenute.
Nel 1877 sposa Norberta Cândida Pereira de Sousa dalla quale, l’anno successivo, avrà un figlio, Adriano, che diventerà un brillante uomo politico.

### Ambiente storico-culturale
Gli anni della formazione di Antonio Maia, dal 1851 al 1868, furono caratterizzati, in Portogallo, da significativi avvenimenti sul piano storico-politico. Tre mesi dopo la sua nascita, il 1º maggio 1851, un’insurrezione militare rovesciò il governo di Costa Cabral, dando inizio alla Regeneração ("Rigenerazione"). Antonio D'Azevedo Maia vive la Rigenerazione: la sua formazione accademica e i suoi ideali sono profondamente segnati da questo movimento, che si proponeva di instaurare il liberalismo. Di certo anche la storia della medicina portoghese beneficiò del clima di rinascita che si respirava sul piano politico, trovando proprio in Antonio D’Azevedo Maia un'importante figura di riferimento.

### Medico
Antonio D’Azevedo Maia viene ricordato come uno dei principali fautori del processo di modernizzazione della medicina portoghese del Novecento. A questo proposito è opportuno citare il "primo grande intervento ginecologico" nel 1888: un'ovariectomia per fibrosarcoma.
Le conferenze che organizzerà per la SUM (Sociedade União Médica, Società Unione Medica) e le discussioni iniziate tra i gruppi guidati da Antonio D'Azevedo Maia e Ricardo Jorge appassionavano profondamente la classe medica di Porto, dando origine più tardi alla Società di Medicina e Chirurgia di Porto, la cui inaugurazione avvenne il 26 aprile 1897.

#### La lotta alla tubercolosi
Intanto nel 1879 Albert Neisser scopriva il gonococco e un'ondata di discussioni in campo medico coinvolse le giovani menti d'Europa. Uno dei problemi più discussi nell'amministrazione della sanità pubblica era la tubercolosi ed i suoi effetti di incremento della mortalità. Antonio D'Azevedo Maia vive quest'epoca di fermenti in campo scientifico mentre tiene il Corso per la Cattedra di Medicina legale della Università di Porto. Organizza in quegli anni per la SUM diverse conferenze aventi ad oggetto la tubercolosi, criticando l'assenza di regolamenti di profilassi fondati e praticabili da parte del Governo.

La Società Unione Medica trattò ampiamente la problematica della tubercolosi polmonare e proprio Antonio D'Azevedo Maia espose le prime considerazioni scientifiche sul contagio della "malattia del torace", affermando che gli studi sviluppati in questo campo sarebbero stati di enorme interesse per le generazioni successive di medici. Antonio D’Azevedo Maia presentò alla seduta della SUM dell'8 febbraio 1898 diversi studi che aveva raccolto negli ultimi anni e affermando che 
(Antonio D'Azevedo Maia)
Si riferiva all’emanazione del decreto-legge del 12 aprile 1894 che imponeva la denuncia alle autorità in caso di contrazione della malattia e che, a detta di Antonio D’Azevedo Maia, era un provvedimento con previsioni impraticabili e quindi inutile.
Intanto, nel 1882, Robert Koch scopriva l'agente eziologico della tubercolosi noto come il bacillo di Koch (Mycobacterium tubercolosis). Più tardi, durante la terza conferenza organizzata dalla Società Unione Medica, Antonio D’Azevedo Maia focalizzò l'attenzione sui due profili di analisi che sono alla base della sua teoria. In primo luogo sostenne che la diffusione della tubercolosi non era stata sufficientemente dimostrata in quanto sussisterebbe una fragile relazione tra la presenza del bacillo di Koch e la comparsa di lesioni tubercolari nel corpo. In secondo luogo, che il bacillo della tubercolosi, potendo essere trattato sia come ospite del corpo, sia come agente migratorio e quindi trasmissibile, non giustificasse appieno la tubercolosi umana. Antonio D’Azevedo Maia ha sviluppato importanti riflessioni circa la predisposizione per l'insorgenza della tubercolosi negli esseri umani, sottolineando come tale patologia potesse essere ereditaria o acquisita. Ha evidenziato, infine,  l'importanza di alcune misure di igiene pubblica, dalla sputacchiera alla polvere impiegata per la disinfezione domestica e di alcuni canali della città. Per quanto attiene al trattamento terapeutico della tubercolosi, Antonio D’Azevedo Maia propose la combinazione di “medicamenti bacillicidi”, che provocano la morte del bacillo, e “medicamenti bacillifugi”, che rendono l’ambiente incompatile con la vita del bacillo e quindi ne prevengono la comparsa.

### Docente universitario
La dissertazione di uno studente dal titolo Brevi Considerazioni sui Segni della Morte documenta che Antonio D'Azevedo Maia, già nel 1875, era docente del Corso di Patologia Generale per la Cattedra di Medicina Legale della Scuola Medico-Chirurgica di Porto. Nel 1880 è ordinario di Fisiologia; nel 1891 di Clinica medica. Sempre nel 1891 Maia esaminò Laurinda de Moraes Sarmento, che fu la prima donna ad essersi iscritta alla Scuola Medico-Chirurgica di Porto e ad aver concluso un percorso accademico di durata quinquennale.
Si possono distinguere quattro fasi dell'attività di docente universitario di Antonio D'Azevedo Maia:
- dal 1875 al 1880 ricopre diversi ruoli, prima figura come "messo in attesa", quindi come Segretario della commissione d'esame ed infine come docente del Corso di Patologia Generale. In questo periodo seguì diversi studenti ed ebbe modo di affidare tesi quali: Rheumatismo articular agudo (1875), Do Eucalyptus Globulus. Seus effeitos na economia humana (1876), Salinas sob o ponto de vista hygienico (1876), Um caso clinico de epithelioma da lingua (1876), Da patogeni da Febre (1877), Algumas palavras sobre Thermometria clinica (1878), Breves considerações a acção physiologica do sulfato de quinina (1879);
- dal 1880 al 1888 è ordinario di Fisiologia, considerata una cattedra molto prestigiosa;
- quello dal 1888 al 1908 è il periodo di maggiore stabilità, nel quale porterà, in qualità di Ordinario di Clinica medica, la Scuola e la Società mediche di Porto alla loro massima affermazione;
- dal 1908 al 1911 già ritiratosi dall'insegnamento, partecipa ancora alla vita accademica presiedendo commissioni universitarie e accademiche[17].

L'esperienza didattica portò Antonio D'Azevedo Maia a sviluppare quelle intuizioni giovanili, espresse già nella sua tesi di laurea, rendendolo un personaggio chiave della storia della medicina portoghese del Novecento. Lo si ricorda infatti come ispiratore di quei giovani medici che costituirono il punto di riferimento per lo sviluppo della scienza medica portoghese per oltre un secolo.

## Opere

### Né l'organicismo né il vitalismo esclusivo sono veri
Antonio D'Azevedo Maia dissertò la sua tesi di laurea dal titolo Nem o organicismo nem o vitalismo exclusivos são verdadeiros (Né l'organicismo né il vitalismo esclusivo sono veri) nel 1874. Si tratta di un'opera dallo spiccato interesse scientifico, che presenta tesi molto avanzate per il tempo in cui furono concepite. Vengono trattati i due sistemi medici: l'organicismo e il vitalismo, di cui Antonio D'Azevedo Maia critica le pretese di esclusività e di veridicità. Egli sottolinea quanto il tentativo di "semplificare la medicina" per "ridurla" a "scienza esatta" significhi "negare l'esistenza scientifica della biologia".
L'opera si apre con un'"avvertenza preliminare" nella quale l'autore fa chiarezza riguardo alle "circostanze altamente sfavorevoli in cui è stata realizzata". Si tratta, probabilmente, delle considerazioni che, all'orecchio della commissione, sarebbero potute sembrare più adatte ad un filosofo piuttosto che ad un medico. Dopo tali avvertimenti l'autore inizia ad esporre le sue tesi, strutturando l'opera in tre parti. Nella prima cerca di dimostrare le tracce dell'influenza che la filosofia ha costantemente esercitato nei secoli sulla medicina, spiegando che l'interpretazione inverosimile di un fatto sperimentale scaturisce dall'organicismo e dal vitalismo. Nella seconda parte esamina rapidamente le applicazioni patologiche e terapeutiche dell'una e dell'altra delle dottrine esclusive. Nel terza, infine, aggiunge alcune considerazioni al fine di dimostrare che dalla fusione tra organicismo e vitalismo, spogliati delle rispettive pretese ontologiche, emerge un sistema razionale che definisce la modalità più adeguata per ricercare la verità. Antonio D'Azevedo Maia è convinto che la scienza, per proseguire il suo processo evolutivo, prenda continuamente spunto da dottrine tra loro antitetiche; in quest'ottica la medicina senza la filosofia, quindi l'etica, non può esistere. Non è un caso che l'autore inizi la trattazione citando Galeno: "Ogni medico è allo stesso tempo filosofo".

#### Il diritto primo dell'ammalato
(Antonio D'Azevedo Maia)
Antonio D'Azevedo Maia tratta frequentemente il rapporto medico-paziente, analizzandolo sotto le lenti dell'etica e della bioetica. La medicina, secondo Antonio D'Azevedo Maia, ha quindi l'obbligo di trattare il paziente non solo nella dimensione del microscopico e quindi della malattia, ma anche nella prospettiva della complessità della sua realtà individuale, pensieri e sensazioni inclusi. Nella concezione dell'Autore, se venisse a mancare lo studio della realtà individuale e prevalesse lo studio del microscopico, quindi della microbiologia, si attuerebbe un "frazionamento infinito" che avrebbe come unico risultato l'annullamento del paziente in quanto entità reale. Ecco spiegato quindi il primo diritto dell'ammalato: il diritto di essere considerato innanzitutto come individuo.

### Pubblicazioni
Antonio Maia è anche autore di diverse pubblicazioni in forma di articolo su rivista. Tra questi è da segnalare O gonococco em medicina legal: um discurso pronunciado na noite de 21 de junho de 1897 por Antonio D’Azevedo Maia in Conferencia realisada na Sociedade União Medica do Porto em sessão de 14 de junho de 1897 pelo socio titular Arthur Cardoso Pereira. Il titolo completo di questo libretto è O estado actual da questão do gonococco na medicina legal e os processos da sua investigação. A propósito de dois casos medico-legaes nos tribunaes militares portuguezes. Si tratta della conferenza, sviluppata in più sessione, nella quale Antonio D'Azevedo Maia espone le sue tesi ed osservazioni sulla "lotta alla tubercolosi".